# Hiernoymus Mango
Hiernoymus Mango   (Roma, 28 d'agost de 1740 - Roma, gener 1809) va ser un compositor d'òpera italià. Va treballar a Roma i com a director de cort del príncep-bisbe Raymund Anton von Strasoldo a Eichstätt.

## La vida
El pare de Girolamo Mango, Antonio Mango, va ser empresari al Teatro Capranica de Roma des de 1729. Va tornar amb la seva família a la seva terra natal, Nàpols, el 1740.
El mateix Girolamo va compondre la música per a diversos intermezzi, pasticci i oratoris a Roma. La primera representació coneguda d'una de les seves obres (l'intermezzo La pedina alla monda) va tenir lloc durant la temporada de carnaval del 1758 al "Roman Teatro detto della Pallacorda" de Floència.
El 26 de març de 1760, va ser designat per succeir a Joseph Meck com a director de la cort a la cort del príncep-bisbe Raymund Anton von Strasoldo a Eichstätt, que havia convertit el seu negoci en introduir la cultura italiana a Baviera. A més de Mango, hi treballaven molts altres cantants i músics italians. Mentre que principalment es representaven drames jesuïtes amateurs abans de la seva arribada a Eichstätt, Mango hi va introduir l'òpera seria i l'òpera buffa. La seva música també ha estat interpretada en altres corts bavaresos i el seu estil ha servit de model per a altres compositors. Una de les seves tasques era compondre una nova òpera seria per al príncep-bisbe i els seus convidats cada any per a la celebració de l'Any Nou. Va assolir el màxim reputació amb el seu nomenament com a conseller titular el 25 de juny de 1768. El sou de Mango era inicialment de 300 florins, incloent allotjament i menjars, només la meitat que el del seu predecessor Meck. Va demanar augmentar el salari diverses vegades i també es va pagar pels seus allotjaments, aliments i drets del vi en efectiu. El 7 de juliol de 1771, el seu salari anual era de 750 florins. Tot i això, no va tornar a Eichstätt aquell mateix any després d'un viatge educatiu. Anton Adam Bachschmid va assumir inicialment les seves funcions durant dos anys, fins que va ser nomenat oficialment successor de Mango com a Hofkapellmeister el 10 d'abril de 1773.
Després de deixar Eichstätt, Mango va tornar a Roma. Per a la temporada de carnaval del 1772, la seva "farsetta" La serva spiritosa es va representar allà al Teatre Tordinona. El 17 de gener de 1773 va ser nomenat Kapellmeister de la "Congregazione dei musici di Santa Cecilia". A més, des del 1794 va assumir funcions del duc Francesco Sforza Cesarini a Florència, a la qual la mare Marianna Caetani Sforza Cesarini havia dedicat la seva òpera L'imbroglio fortunato el 1773. La seva primera òpera per a Florència, La disfatta di Turno, es va representar allí el 3 de juny de 1794 al "Teatro degli Intrepidi" i va rebre una crítica extremadament positiva a la Gazetta Toscana (núm. 23 de 7 de juny de 1794, p. 89).
El 1805 va caure greument malalt. Fins a la seva mort, el gener de 1809, va ser atesa per la "Congregazione dei musici di Santa Cecília". En el seu funeral es van llegir tres misses per a la salvació de la seva ànima a l'església de "San Carlo ai Catinari".
La música de Mango té l'estil de la primera època clàssica. Les seves simfonies es troben en tres moviments i corresponen formalment a l'obertura de l'òpera napolitana. A Eichstätt va reforçar l'orquestra amb timbres i instruments addicionals de fusta i metall. El seu entorn orquestral es caracteritza per un tractament sofisticat de les parts de vent, i utilitzava flautes travesseres i oboès com a instruments solistes. Les àries que sobreviuen de les seves òperes bufes utilitzen melodies alegres i lleugerament ornamentades amb senzilla harmonia i acompanyament homofònic.